# Џиновска водена стеница
Lethocerus patruelis је представник стеница(heteroptera) из фамилије Belostomatidae. Настањује југоисточну Европу и југозападну Азију. Ова врста представља највећу стеницу и воденог инсекта Европе. Женке достижу дужину од 7-8 центиметара, мужјаци су нешто краћи са 6-7 центиметара дужине.

## Опис
Џиновске водене стенице су велики инсекти, смеђе до зеленкасто обојени како би се што боље камуфлирали у своју околину. Облик тела је елиптичан до објајаст, дорзо-вентрално спљоштен Предсавници достижу дужину до 8 центиметара мада неке друге врсте у овом роду могу достићи и дужину до 12 центиметара. Као и остали представници подреда Cryptocerata антене су кратке и нису видљиве. Први пар ногу је прилагођен хватанју и држању плена. Хемиелитре су велике и прекривају скоро цео абдомен животиње. Испод хемиелитри налази се други пар крила, који омогућује овим крупним инсектима да лете и да се селе из једне у другу водену површину уколико услови постану незадовољавајући. На крају абдомена се налазе две цевасте спиракуле које служе за усвјање кисеоника са површине док је животиња целим телом зароњена и чека плен.

## Распрострањење
Lethocerus patruelis насељава велику територију, од југоисточне Европе односно југа балканског полуострва преко Мале Азије, Пакистана, Индије све до Мјанмара. Због скорих климатских промена примећен је напредак ове врсте у правцу севера на територији Балканског полуострва.

## Биологија
Као и све остале стенице, развоји циклус Лентоцеруса је непотпун, односно хемиметаболан. Из јаја се излежу младе нимфе које су морфолошки сличне адулту и током раста не мењају своју форму већ само пропорцијално расту. И ларве и адулти су облигатни предатори и хране се другим воденим зглавкарима, пуноглавцима и ситном рибом. Ловац је из заседе, и користи стабљике воденог растиња за ослонац. Када улови плен, џиновска водена стеница убризгава своју пљувачку богату дигестивним ензимима, и потом својим рострумом исиса у течност растворена ткива.
- Ларва џиновске водене стенице лови плен, у заточеништву